# Новомиколаївське (Первомайський район)
Но́вомиколаївське — село в Україні, у Врадіївській селищній громаді Первомайського району Миколаївської області. Населення становить 241 особу.

## Населення
Згідно з переписом УРСР 1989 року чисельність наявного населення села становила 226 осіб, з яких 104 чоловіки та 122 жінки.
За переписом населення України 2001 року в селі мешкало 235 осіб.

### Мова
Розподіл населення за рідною мовою за даними перепису 2001 року:
| Мова       | Відсоток |
| ---------- | -------- |
| українська | 92,95 %  |
| молдовська | 4,15 %   |
| російська  | 2,49 %   |
| гагаузька  | 0,41 %   |